# 여명의 로봇
여명의 로봇(The Robots of Dawn)은 아이작 아시모프(Isaac Asimov)의 소설이다.

## 줄거리
앞서의 사건을 해결함으로써 유명해진 베일리 형사는 오로라 행성에서 일어난 로봇파괴사건을 조사하게 된다. 이 사건은 앞선 작품의 솔라리스 행성에서 만난 여자 우주인 글라디아와 주인공 베일리에게 호의를 가진 오로라인 정치인 한 패스톨프가 얽혀 복잡하고 중요한 사건이 되었다. 베일리 형사는 역시 동료 R. 다니엘과 함께 사건을 해결해내며 지구인의 우주 진출에 힘을 보태게 된다.